# دانیل آلخاندرو لوپز
 دانیل آلخاندرو لوپز (انگلیسی: Daniel Alejandro López؛ زاده ۳ ژوئیهٔ ۱۹۸۹) یک تنیس‌باز اهل پاراگوئه است.